# Университет Полных Парусов
Университе́т По́лных Парусо́в (англ. Full Sail University) — частный коммерческий университет, расположенный в городе Уинтер-Парк, Флорида, США.

## История
Ранее это была студия звукозаписи в Огайо, называвшаяся в разное время «Полные Паруса Продакшнс» и «Полные Паруса Центр искусств звукозаписи». В 1980 году компания переехала во Флориду, где проводила курсы производства видео. В 2007 году компания начинает присуждать онлайн-степени.
Университет аккредитован комиссией аккредитации школ и колледжей США на присуждение степеней ассоциатов, бакалавров, магистров в области аудиозаписи, графического дизайна, компьютерной анимации и бизнеса. В ноябре 2018 года университет насчитывал около 8 921 местных студентов, а также 10 250 студентов, зачисленных на онлайн-курсы.
C 2012 по 2020 Университет Полных Парусов сотрудничал с рестлинг-промоушном WWE, в рамках которого шоу WWE NXT снималось на территории стадиона.

## Значимые люди
- Адам Вингард,[9][10] оператор, кинорежиссёр и монтажёр.
- Рикарду Кака,[11] футболист (посещал, окончание не подтверждено).
- Даррен Линн Боусман,[12] кинорежиссёр и сценарист.
- Кори Больё,[13] гитарист американской хэви-метал группы Trivium.